# Hybomitra shirakii
Hybomitra shirakii är en tvåvingeart som först beskrevs av Günther Enderlein 1925.  Hybomitra shirakii ingår i släktet Hybomitra och familjen bromsar. Inga underarter finns listade i Catalogue of Life.